# Dunya Breur
Dunya Breur (Amsterdam, 30 juni 1942 – aldaar, 19 juni 2009) was een Nederlandse slaviste, vertaalster, schrijfster en activiste.

## Jeugdjaren
Dunya Breur is geboren als tweede kind van de verzetsstrijders Krijn Breur en kunstschilderes Aat Breur-Hibma. Haar ouders worden op 19 november 1942 gearresteerd. Krijn wordt in februari 1943 gefusilleerd. Aat komt met baby Dunya in de gevangenis van Scheveningen, daarna in isolatie in Utrecht; als Aat in juni 1943 gedeporteerd gaat worden naar Ravensbrück, slaagt zij erin, Dunya aan de gevangenispoort aan haar ouders mee te geven. Na de bevrijding uit Ravensbrück brengt Aat nog enige jaren als tuberculosepatiënte in een sanatorium door en zo wordt Dunya pas tijdens de lagere school met haar moeder herenigd.
Na de middelbare school studeert Dunya Slavische talen; daarna werkt zij als vertaalster en publiciste. Ze vertaalt boeken en verhalen uit het Russisch en het Pools en voor de NOS reportages uit het Pools en het Servo-Kroatisch.

## Patiëntenbeweging
Het oorlogsverleden van haar ouders gaat een belangrijke rol spelen in het leven van Dunya, niet in het minst omdat er in het gezin een zwaar taboe op het onderwerp heerst. Door de spanningen in het gezin wordt Dunya in 1972 enige maanden opgenomen in psychiatrisch ziekenhuis Santpoort. Kort na haar opname sluit zij zich in maart 1973 als eerste ex-patiënt aan bij de Cliëntenbond in de Welzijnszorg (vereniging van psychiatrische patiënten en ex-patiënten). Zij is enige jaren bestuurslid van de Cliëntenbond in de Geestelijke Gezondheidszorg. Samen met o.a. Marijke Groot-Kingma, een van de oprichters, maakt zij van 1973 tot 1981 deel uit van de redactie van het Bulletin van de Cliëntenbond. Zij schrijft een geschiedenis van de gekkenbeweging in Nederland, zij vertegenwoordigt de Cliëntenbond en zij verzorgt de internationale contacten van de Cliëntenbond o.a op congressen in het buitenland.

## Verborgen herinneringen
1980-1981 was een keerpunt in Dunya's leven. Ze had al vele malen gevraagd naar de inhoud van een geheim koffertje onder het bed van haar moeder. Pas in 1980 kwam de inhoud tevoorschijn: de tekeningen die haar moeder maakte in Ravensbrück. Dunya was diep geraakt; zij bezocht kamp Ravensbrück en deed archiefonderzoek; zij spoorde de nog levende geportretteerde vrouwen op in Frankrijk, België, Zweden en Nederland en liet hen hun verhaal vertellen. De tekeningen baarden veel opzien; het Rijksmuseum Amsterdam (Rijksprentenkabinet) nam de tekeningen in beheer, restaureerde het slechte papier en organiseerde in meerdere plaatsen  exposities van de tekeningen. Na enige artikelen in weekblad De Groene publiceerde zij de  tekeningen van haar moeder Aat samen met die verhalen in het aangrijpende boek: Een verborgen herinnering. De tekeningen van Aat Breur-Hibma uit Ravensbrück. Het was, 38 jaar later, een  historisch document geworden over het vrouwenconcentratiekamp Ravensbrück met veel details over het gruwelijke kampleven. In 1989 kregen Aat en Dunya Breur de erepenning van de Stichting Kunstenaarsverzet 1942-1945 met name voor dit boek  Een verborgen herinnering.
Voor het Nederlands Instituut voor Oorlogsdocumentatie (NIOD) verzorgde zij in 1983-1984 als programmamaakster en vertaalster samen met Jules Schelvis, overlevende van Sobibór de serie Sobibór interviews, waarin de ontmoetingen met dertien overlevenden van Sobibór te zien zijn. Ook schreef zij over Sobibór in het weekblad De Groene Amsterdammer, en in de dagbladen Het Vrije Volk en NRC Handelsblad.
Dunya breidde de speurtocht naar het oorlogsverleden uit met de geschiedenis van haar vader Krijn, die als vrijwilliger gevochten had in de Spaanse Burgeroorlog en als verzetsstrijder in 1943 door de Duitsers gefusilleerd was. Dit leidde in 2000 tot de publicatie van het boek Een gesprek met mijn vader.
Dunya Breur hield regelmatig lezingen over oorlogsgetuigenissen in binnen- en buitenland. Zo verzorgde zij in 2004 een "Szenische Lesung zur Flamenco-Gitarre" tijdens de Internationale Workshop „Freundschaft in der Hölle“ in Ravensbrück. In 2009 werd zij uitgenodigd als spreekster op het Séminaire Européen 2009 voor het Centre International d'Initiation aux Droits de l’Homme in Sélestat. Zij heeft dit niet meer mogen meemaken. Op 19 juni 2009 stierf Dunya Breur aan de gevolgen van borstkanker. Zij liet twee zoons achter. Zij is begraven op begraafplaats Zorgvlied in Amstelveen.

## Onderscheidingen
- In 2010 heeft Dunya Breur postuum de Rachel Borzykowski-penning van de Stichting Sobibor gekregen[7][8]

### Vertalingen
- 1965 I.S. Toergenew: Asja. Twee verhalen
- 1966 Omnibus Russische liefdesverhalen
- 1983 I.S. Toergenew: Eerste liefde
- 1986 Nikolaj Gogol: Dagboek van een gek

### Eigen werken
- 1970 samen met A.M. van der Eng-Liedmeyer en Toon Rammelt: Aleksandr Isaevič Solženicyn: feiten en dokumenten
- 1979 Wat is schizofrenie?, Bulletin van de Cliëntenbond in de Welzijnszorg, april 1979
- 1983 Een verborgen herinnering. De tekeningen van Aat-Breur-Hibma uit Ravensbrück. (1995: Tweede herziene en uitgebreide editie). In 1997 in het Duits vertaald : Ich lebe,weil du dich erinnerst
- 1983 Met een gitaar naar Sobibor. Het Vrije Volk 26 maart 1983
- 1984 Sobibor de moed der wanhoop. Herinneringen aan een "onmogelijke opstand", NRC Handelsblad 13 oktober 1984
- 1990 Ieder het zijne, in Kinderen van de oorlog. getuigenissen uit de emotionele nalatenschap van '40-'45
- 1993 samen met Etty Mulder: In memoriam Mario Montessori
- 2000 Een gesprek met mijn vader. Een twintigste-eeuws verhaal voor drie stemmen.